# کریس براونینگ
کریس براونینگ (انگلیسی: Chris Browning؛ زادهٔ ۱۹۶۴) یک هنرپیشه اهل ایالات متحده آمریکا است. وی از سال ۱۹۸۷ میلادی تاکنون مشغول فعالیت بوده‌است.
او در فیلم دانی‌بروک، آخرین خشم و نادرمانگر بازی کرده است.